# میشل ورمولن
میشل ورمولن (فرانسوی: Michel Vermeulin‎؛ زادهٔ ۶ سپتامبر ۱۹۳۴) دوچرخه‌سوار اهل فرانسه است.
وی در مسابقات کشوری و بین‌المللی در مجموع برندهٔ ۱ مدال طلا، ۱ مدال نقره شده‌است.